# アルガルヴェ・カップ2013
アルガルヴェ・カップ2013（英: Algarve Cup 2013）は、ポルトガルサッカー連盟（FPF）が主催し、2013年3月6日から3月13日にかけて行われた第20回目のアルガルヴェ・カップである。

## 出場国
出場国の一覧。順位は開催前時点の最新FIFA女子ランキング。
| グループA - デンマーク（13位、UEFA） - ドイツ（2位、UEFA） - 日本（3位、AFC） - ノルウェー（12位、UEFA） | グループB - アイスランド（15位、UEFA） - アメリカ合衆国（1位、CONCACAF） - スウェーデン（6位、UEFA） - 中華人民共和国（17位、AFC） | グループC - ウェールズ（39位、UEFA） - ハンガリー（37位、UEFA） - ポルトガル（46位、UEFA、開催国） - メキシコ（24位、CONCACAF） |

## 開催方式
開催国のポルトガルを含め、世界中から招待された12のナショナルチームが参加する。12チームは4チームずつ3グループに分かれ、ラウンドロビン方式で3試合を戦う。
グループAとグループBにはFIFA女子ランキング上位の8チームが参加し、グループA、Bのチームのみがタイトルをかけて戦うことができる。グループA、Bの1位チームが決勝に進出する。A、Bの2位チームは3位決定戦を、各グループ3位は5位決定戦を戦う。
グループCのチームはFIFA女子ランキング下位4チームが参加する。 グループCの1位はグループA、Bの最下位チームの内成績の良かったチームと7位決定戦を戦う。また、グループC2位はグループA、Bの最下位チームの内残った1チームと9位決定戦を戦う。グループCの残り2チームが11位決定戦を戦う。
グループリーグにおける勝ち点は勝利3、引分1、敗北0として計算される。グループ内で2チーム以上が勝ち点で並んだ場合、当該国同士の対戦成績によって順位が決定される。

## 出場選手
日本代表チームは新しい人材のセレクションに重点をおいた為、平均年齢が全大会参加チームの中最も若いチームとなった（23.3歳）。

## 審判
日本人審判が参加した試合
| 試合                            | 主審       | アシスタント           | 第4                    |
| ------------------------------- | ---------- | ---------------------- | ---------------------- |
| - （グループB）                 | 梶山芙紗子 | Allyson Flynn 高橋早織 | サロメ・ディ・イオリオ |
| - （グループC） - （9位決定戦） | 秦亮       | Yongmei Cui Yan Fang   | 梶山芙紗子             |

## 試合中継
サッカー日本女子代表の3試合（ノルウェー、ドイツ、順位決定戦）に関してはフジテレビが、デンマーク戦についてはTBSが生中継を行った。

## 結果
（下記試合開始時間は全てUTC+0表記）

### グループリーグ

#### グループ A
| 順 | チーム     | 試 | 勝 | 分 | 敗 | 得 | 失 | 差 | 点 |
| -- | ---------- | -- | -- | -- | -- | -- | -- | -- | -- |
| 1  | ドイツ     | 3  | 2  | 1  | 0  | 4  | 1  | +3 | 7  |
| 2  | ノルウェー | 3  | 1  | 1  | 1  | 2  | 2  | 0  | 4  |
| 3  | 日本       | 3  | 1  | 0  | 2  | 3  | 4  | −1 | 3  |
| 4  | デンマーク | 3  | 0  | 2  | 1  | 0  | 2  | −2 | 2  |

| 2013年3月6日 13:10 |

| 日本 | 0 - 2         | ノルウェー                         |
|      | レポート(JFA) | ハンセン 8分 · ヘーゲルベルグ 15分 |

| エスタディオ・ムニシパル（パルシャル） 観客数: 500人 主審: キャロル・シェナール |

| 2013年3月6日 17:00 |

| デンマーク | 0 - 0    | ドイツ |
|            | レポート |        |

| エスタディオ・ムニシパル（アルブフェイラ） 観客数: 500人 主審: タリア・ミッツィ |

| 2013年3月8日 12:15 |

| ドイツ                           | 2 - 1         | 日本          |
| ファイスト 7分 · マロジャン 55分 | レポート(JFA) | 田中美南 18分 |

| エスタディオ・ムニシパル（パルシャル） 観客数: 500人 主審: マーガレット・ドムカ |

| 2013年3月8日 16:00 |

| ノルウェー | 0 - 0    | デンマーク |
|            | レポート |            |

| エスタディオ・ムニシパル（パルシャル） 観客数: 348人 主審: クルチャール・カタリン |

| 2013年3月11日 12:20 |

| デンマーク | 0 - 2         | 日本                              |
|            | レポート(JFA) | 川澄奈穂美 17分 · 大儀見優季 41分 |

| エスタディオ・アルガルヴェ（ファロ） 観客数: 83人 主審: ケトサリ・アルバラード |

| 2013年3月11日 12:20 |

| ドイツ                                    | 2 - 0    | ノルウェー |
| オコイノ・ダ・ムバビ 52分 · ケスラー 86分 | レポート |            |

| エスタディオ・ムニシパル（ラゴス） 観客数: 500人 主審: サロメ・ディ・イオリオ |

#### グループ B
| 順 | チーム         | 試 | 勝 | 分 | 敗 | 得 | 失 | 差 | 点 |
| -- | -------------- | -- | -- | -- | -- | -- | -- | -- | -- |
| 1  | アメリカ合衆国 | 3  | 2  | 1  | 0  | 9  | 1  | +8 | 7  |
| 2  | スウェーデン   | 3  | 1  | 2  | 0  | 8  | 3  | +5 | 5  |
| 3  | 中華人民共和国 | 3  | 1  | 1  | 1  | 2  | 6  | −4 | 4  |
| 4  | アイスランド   | 3  | 0  | 0  | 3  | 1  | 10 | −9 | 0  |

| 2013年3月6日 14:00 |

| アメリカ合衆国                                    | 3 - 0    | アイスランド |
| ビューラー 48分 · ボックス 63分 · ワンバック 75分 | レポート |              |

| エスタディオ・ムニシパル（アルブフェイラ） 観客数: 500人 主審: 梶山芙紗子 |

| 2013年3月6日 16:00 |

| スウェーデン    | 1 - 1    | 中華人民共和国 |
| トゥネブロ 59分 | レポート | 任桂辛 32分    |

| エスタディオ・ムニシパル（パルシャル） 観客数: 150人 主審: ケトサリ・アルバラード |

| 2013年3月8日 14:00 |

| 中華人民共和国 | 0 - 5    | アメリカ合衆国                                                              |
|                | レポート | ルルー 14分 · クリーガー 32分 · ラピノー 46分 · プレス 64分 · エンゲン 84分 |

| エスタディオ・ムニシパル（アルブフェイラ） 観客数: 500人 主審: ヤナ・アダームコヴァー |

| 2013年3月8日 18:00 |

| アイスランド            | 1 - 6    | スウェーデン                                                                                    |
| マグヌスドッティル 86分 | レポート | アスラニ 11分, 47分 · トゥネブロ 14分 · シェリン 43分 · ハンマシュトレム 45+1分 · モーベリ 64分 |

| エスタディオ・ムニシパル（アルブフェイラ） 観客数: 200人 主審: サロメ・ディ・イオリオ |

| 2013年3月11日 15:00 |

| 中華人民共和国 | 1 - 0    | アイスランド |
| 曽瑩 63分      | レポート |              |

| デスポルティーヴォ・ダ・ノラ・パルク（フェレイラス） 主審: エステル・アッツォパルディ |

| 2013年3月11日 15:00 |

| スウェーデン         | 1 - 1    | アメリカ合衆国 |
| ダールクヴィスト 4分 | レポート | モーガン 56分  |

| エスタディオ・ムニシパル（ラゴス） 観客数: 750人 主審: エステル・シュタウブリ |

#### グループ C
| 順 | チーム     | 試 | 勝 | 分 | 敗 | 得 | 失 | 差 | 点 |
| -- | ---------- | -- | -- | -- | -- | -- | -- | -- | -- |
| 1  | メキシコ   | 3  | 2  | 0  | 1  | 4  | 1  | +3 | 6  |
| 2  | ハンガリー | 3  | 1  | 1  | 1  | 3  | 2  | +1 | 4  |
| 3  | ウェールズ | 3  | 1  | 1  | 1  | 2  | 3  | −1 | 4  |
| 4  | ポルトガル | 3  | 1  | 0  | 2  | 2  | 5  | −3 | 3  |

| 2013年3月6日 15:00 |

| ハンガリー | 0 - 1    | メキシコ        |
|            | レポート | クエジャル 49分 |

| デスポルティーヴォ・ダ・ノラ・パルク（フェレイラス） 主審: エステル・シュタウブリ |

| 2013年3月6日 15:30 |

| ポルトガル                     | 2 - 0    | ウェールズ |
| フェルナンデス 37分 (PK), 74分 | レポート |            |

| エスタディオ・ムニシパル（サント・アントニオ） 主審: テオドラ・アルボン |

| 2013年3月8日 15:00 |

| ポルトガル | 0 - 2    | ハンガリー             |
|            | レポート | ヴァゴ 26分, 87分 (PK) |

| エスタディオ・ムニシパル（サント・アントニオ） 主審: ペルニラ・ラーション |

| 2013年3月8日 18:00 |

| メキシコ | 0 - 1    | ウェールズ            |
|          | レポート | フィッシュロック 12分 |

| エスタディオ・ムニシパル（サント・アントニオ） 主審: 秦亮 |

| 2013年3月11日 15:30 |

| ウェールズ   | 1 - 1    | ハンガリー    |
| ウォード 5分 | レポート | シザール 76分 |

| エスタディオ・ムニシパル（クアルテイラ） 主審: テレーズ・サニョ |

| 2013年3月11日 15:30 |

| ポルトガル | 0 - 3    | メキシコ                                           |
|            | レポート | ランヘル 17分 · ハルサ 42分 (PK) · クエジャル 61分 |

| エスタディオ・アルガルヴェ（ファロ） 主審: マーガレット・ドムカ |

### 順位決定戦

#### 11位決定戦
| 2013年3月13日 15:30 |

| ウェールズ            | 1 - 1    | ポルトガル    |
| フィッシュロック 77分 | レポート | ルイス 90+3分 |
|                       | PK戦     |               |
|                       | 1 - 3    |               |

| エスタディオ・ムニシパル（パルシャル） 主審: クルチャール・カタリン |

#### 9位決定戦
| 2013年3月13日 12:00 |

| ハンガリー       | 1 - 4    | アイスランド                                                                                    |
| パダル 89分 (PK) | レポート | グンナルスドッティル 11分 · ヘンヌドッティル 54分 · オマルスドッティル 81分 · イェッセン 90+3分 |

| エスタディオ・ムニシパル（パルシャル） 主審: 秦亮 |

#### 7位決定戦
| 2013年3月13日 15:30 |

| メキシコ | 0 - 3    | デンマーク                                      |
|          | レポート | ホーヴェソン 45分 · ハルダー 67分 · ブク 90+2分 |

| エスタディオ・ムニシパル（ラゴス） 観客数: 56人 主審: ヤナ・アダームコヴァー |

#### 5位決定戦
| 2013年3月13日 13:10 |

| 日本            | 1 - 0         | 中華人民共和国 |
| 大儀見優季 67分 | レポート(JFA) |                |

| エスタディオ・アルガルヴェ（ファロ） 主審: ペルニラ・ラーション |

#### 3位決定戦
| 2013年3月13日 12:00 |

| ノルウェー                                | 2 - 2    | スウェーデン                    |
| ヘークラント 39分 · ヘーゲルベルグ 90+1分 | レポート | アスラニ 15分 · ゲランソン 46分 |
|                                           | PK戦     |                                 |
|                                           | 5 - 4    |                                 |

| エスタディオ・ムニシパル（ラゴス） 観客数: 200人 主審: タリア・ミッツィ |

#### 決勝戦
| 2013年3月13日 17:00 |

| ドイツ | 0 - 2    | アメリカ合衆国      |
|        | レポート | モーガン 13分, 34分 |

| エスタディオ・アルガルヴェ（ファロ） 観客数: 1,000人 主審: キャロル・シェナール |

## 優勝国
| アルガルヴェ・カップ2013優勝国    |
| --------------------------------- |
| · アメリカ合衆国 · 2大会ぶり9回目 |

## 得点ランキング
| 順位 | 選手名                     | 得点数 |
| ---- | -------------------------- | ------ |
| 1    | コソヴァレ・アスラニ       | 3      |
| 1    | アレックス・モーガン       | 3      |
| 3    | レナエ・クエジャル         | 2      |
| 3    | 大儀見優季                 | 2      |
| 3    | エディテ・フェルナンデス   | 2      |
| 3    | アーダ・ヘーゲルベルグ     | 2      |
| 3    | サラ・トゥネブロ           | 2      |
| 3    | ジェシカ・フィッシュロック | 2      |
| 3    | ファニー・ヴァゴ           | 2      |

## 表彰
| 賞             | 受賞者             |
| -------------- | ------------------ |
| 大会最優秀選手 | ミーガン・ラピノー |
| フェアプレー賞 | 日本               |